# أسامة بن منقذ
أبو المُظَفَّر أسامةُ بنُ مرشِد بنِ عليّ بنِ مقلَّد بنِ نصر بنِ مُنقِذ الكِنانيُّ الكلبيُّ الشَّيْزَرِيُّ (488هـ/1095م - 584هـ/1188م) المُلَقَّبُ بـ«مؤيِّدِ الدولة» و«مجدِ الدين». أمير وفارس من بني منقذ، وشاعر أديب ومؤرخ مسلم. عاصر الحروب الصليبية منذ أيامها الأولى، وعُمِّرَ حتى بلغَ عمرُه ستّاً وَتِسْعين سنةً، عاصر فيها سقوطَ عدةِ إماراتٍ إسلاميةٍ وظهورَ غيرِها، وخاض حروباً كثيرةً ضد الصليبيين، وقاد بعضها بنفسه. كما كان أسامةُ شاعراً أديباً، اشتُهر شعرُه وشاعَ في حياته وبعد موته. قال مُعاصرُه ابن عساكر: «له يدٌ بيضاءُ في الأدبِ والكتابةِ والشعرِ». وذَكَرَ أبو شامة المقدسي أن صلاح الدين الأيوبي كان شديدَ الإعجابِ بشِعره، «وَهُوَ لشغفه بِهِ يُفَضِّلُه على جَمِيع الدوّاوين».
وُلِدَ أسامةُ سنةَ 488هـ/1095م في قلعة شيزر شماليَّ حماة، ونشأ فيها في وسط أسرته من بني منقذ، وهي أسرةٌ معروفةٌ بالعلمِ والأدبِ والفروسيةِ، وكانوا ملوكَ شيزر منذ أن اشتراها جدُّه سَديدُ الملك عليّ بنُ مقلَّد سنة 447هـ/1055م. وقد حارب بنو منقذ الصليبيين دفاعاً عن شيزر، وشارك أسامة بنفسه في قتال الصليبيين مراتٍ كثيرة، إذ حارب مع أسرته في شيزر أولاً، ثم حارب تحت قيادة الأمراء عماد الدين زنكي في الموصل، ثم معين الدين أنر في دمشق، ثم العادل ابن السلار في مصر، ثم عاد إلى دمشق وقاتل تحت راية نور الدين زنكي، وأخيراً مع صلاح الدين الأيوبي الذي كان يُعينه بمشورته يومَ عَلتْ به السِّنُّ ولم يَقْوَ على الحرب. في دمشق، اختار البوريون أسامةَ ليكونَ سفيراً بينهم وبين الصليبيين، يقول أسامة: «كنتُ أتردَّدُ إلى ملكِ الإفرنجِ في الصلحِ بينَهُ وبينَ جمالِ الدينِ محمد بنِ تاجِ الملوكِ رحمهُ الله؛ ليدٍ كانت للوالد رحمه الله على بغدوين الملك والدِ الملكةِ امرأةِ الملك فُلْك بنِ فُلْك، فكان الإفرنجُ يسوقونَ أسراهم إليَّ لأشتريَهم، فكنتُ أشتري منهم مَن سَهَّلَ اللهُ تعالى خلاصَه». واستطاعَ مِن خلالِ مخالطتِه بالصليبيينَ أن يَتعرَّفَ على عاداتِهم وأطباعِهم ويُدَوِّنَها في مذكِّراتِه التي سمَّاها «كتابَ الاعتبار». وعندما رحلَ أسامةُ إلى مصر، أكرمَهُ حكامُها الفاطميون غايةَ الإكرامِ، وجَعلَه الوزيرُ العادل ابن السلار وسيطاً بينَه وبينَ نورِ الدين زنكي. أما صلاحُ الدينِ الأيوبيُّ فكانَ يُكرمُه ويستشيرُه في نوائبه، كما كان ابنُه أبو الفوارسِ مرهفُ بنُ أسامةَ مقرَّباً مِن صلاحِ الدين. قضى أسامةُ بقيةَ حياتِه في دمشق، وشَهِدَ في آخرِها معركةَ حِطِّين وفتحَ المسلمين مدينةَ القدس سنة 583هـ/1187م، وماتَ بعدَها بقليلٍ سنةَ 584هـ/1188م.

## نسبه وأسرته

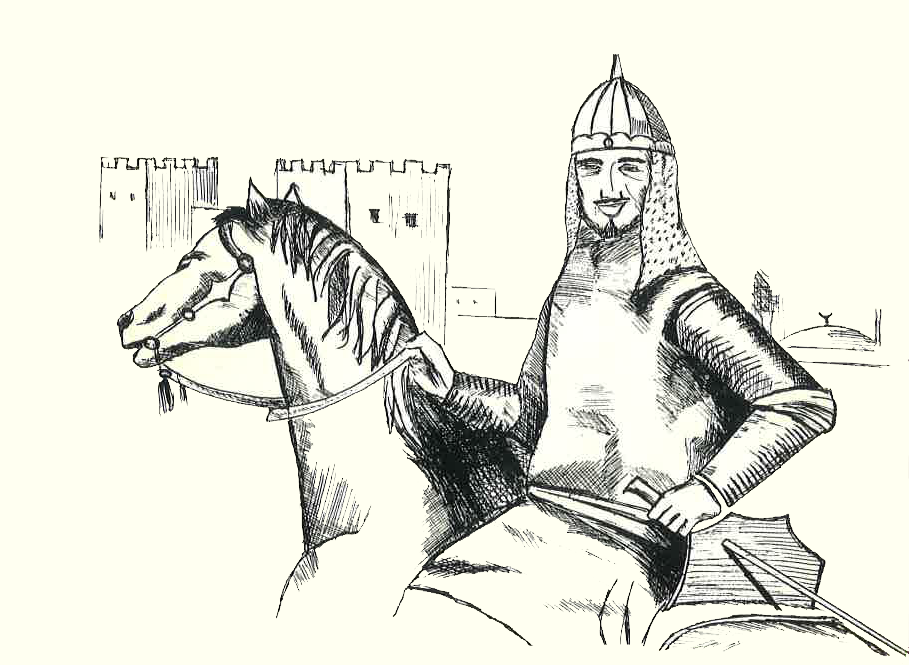
رسمٌ تخيُّليّ يُصوِّرُ أُسامة بن مُنقذ.

هو أسامة بن مرشد بن علي بن مقلَّد بن نصر بن منقذ بن محمد بن منقذ بن نصر بن هاشم بن سوار بن زياد بن زغيب بن مكحول بن عمرو بن الحارث بن عامر بن مالك بن أبي مالك بن عوف بن كنانة بن بكر بن عُذرة بن زيد اللات بن رفيدة بن ثور بن كلب بن وبرة بن ثعلب بن حلوان بن عمرو بن الحاف بن قضاعة بن مالك بن حمير بن مرة بن زيد بن مالك بن حمير بن سبأ بن يشجب بن يعرب بن قحطان. ويُكنى أبا المظفر، ويُلقَّب مؤيّد الدولة مجد الدين.
وأسرته «بنو منقذ» أسرة عربية مشهورة بالعلم والأدب والفروسية، يقول العماد الكاتب في خريدة القصر وجريدة العصر: «كانوا [بنو منقذ] من أهل بيت المجد والحسب، والفضل والأدب، والحماسة والسماحة، والحصافة والفصاحة، والفروسية والفراسة، والإمارة والرئاسة، اجتمعت فيهم أسبابُ السيادة، ولاحت من أساريرهم وسيرهم أماراتُ السعادة، يُخلِفون المجد أولاً لآخر، ويَرِثون الفضلَ كابراً عن كابر، أما الأدب فهم شموعه المشرقة، ورياضه المونقة، وحياضه المغدقة، وأما النظم فهم فرسان ميدانه، وشجعان فرسانه، وأرواح جثمانه. قال مجد العرب العامري بأصفهان سنة نيفٍ وأربعين وخمسمئة وهو يثني عليهم، ويثني عنان مجده إليهم: «أقمت في جنابهم مدة، واتخذتهم في الخطوب جُنَّة، وللأمور عُدة، ولم ألقَ في جوارهم جوراً ولا شدة». وممدوحه منهم الأمير عماد الدولة أبو العساكر سلطان بن علي بن مقلد بن منقذ، وما زالوا مالكي شيزر ومعتصمين بحصانتها، ممتنعين بمناعتها، حتى جاءت الزلزلة في سنة نيفٍ وخمسين (552هـ) فخربت حصنها، وأذهبت حسنها».
- والد جده: مخلص الدولة أبو المتوَّج مقلَّد بن نصر بن منقذ الكناني. قال ابن خلكان: «كان رجلاً نبيل القدر سائر الذكر، رزق السعادة في بنيه وحفدته، وكان في جماعة كثيرة من أهل بيته مقيمين بالقرب من قلعة شيزر عند جسر بني مقلد المنسوب إليهم، وكانوا يترددون إلى حلب وحماة وتلك النواحي، ولهم بها الآدار النفيسة والملاك المثمنة، وذلك كله قبل أن ملكوا قلعة شيزر، وكان ملوك الشام يكرمونهم ويبجلون أقدارهم، وشعراء عصرهم يقصدونهم ويمدحونهم، وكان فيهم جماعة أعيان رؤساء كرماء علماء. ولم يزل مخلص الدولة في رياسته وجلالته، إلى أن توفي في ذي الحجة سنة خمسين وأربعمائة (450هـ) بحلب، وحمل إلى كفرطاب».[10]
- جده: سديد الملك أبو الحسن علي بن مقلَّد بن نصر بن منقذ الكناني، صاحب قلعة شيزر. قال ابن خلكان: «كان شجاعاً مقدماً قوي النفس كريماً، وهو أول من ملك قلعة شيزر من بني منقذ، لأنه كان نازلاً مجاور القلعة بقرب الجسر المعروف اليوم بجسر بني المنقذ، وكانت القلعة بيد الروم فحدثته نفسه بأخذها، فنازلها وتسلمها بالأمان في رجب سنة أربع وسبعين وأربعمائة (447هـ)، ولم تزل في يده ويد أولاده إلى أن جاءت الزلزلة في سنة اثنتين وخمسين وخمسمائة (552هـ) فهدمتها وقتلت كل من فيها من بني منقذ وغيرهم تحت الهدم، وشغرت، فجاءها نور الدين محمود بن زنكي صاحب الشام في بقية السنة وأخذها. وكان سديد الملك مقصوداً، وخرج من بيته جماعة نجباء أمراء فضلاء كرماء، ومدحه جماعة من الشعراء كابن الخياط والخفاجي وغيرهما، وكان له شعر جيد أيضاً... وكان موصوفاً بقوة الفطنة. وكانت وفاته في سنة خمس وسبعين وأربعمائة (475هـ)».[6] وقال ياقوت الحموي: «ومنهم جده سديد الملك أبو الحسن علي بن مقلد بن منقذ، وكان من شرطه أن يقدّم على بنيه، قال: هو جدّ الجماعة، موفور الطاعة، أحكم آساس مجده وشادها، وفضل أمراء ديار بكر والشام وسادها».[11]
- والده: أبو سلامة مُرْشِد بْن عليّ بْن مُقَلَّد بْن نصر بن مُنْقذ الشيزري الكناني. قال الذهبي: «من بيت الإمرة والفُرُوسيَّة والحشْمة، كان سمْحًا، جوادًا، شجاعًا، شاعرًا، مليح الكتابة، كتب مُصْحَفًا بالذَّهب، فجاء غايةً في الحُسْن. وُلِد سنة ستين وأربعمائة (460هـ) بحلب، وسافر إلى أصبهان، وبغداد». قال ابن عساكر: «كان بارعًا في العربية، وحسن الخطّ والشِّعْر، حَسَن التّلاوة، كثير الصّيام، بطلًا شجاعًا، نسخ بخطّه سبعين ختْمة، حدَّثني ابنه الأمير محمد، قال: لمّا مات عمّي صاحب شَيْزَر أبو المُرْهَف نصر بن عليّ أوصي بشَيْزَر لأبي، فقال: «واللهِ لَا وُلِّيتُها، ولأخْرُجَنَّ من الدّنيا كما دخلتُ إليها»، فولّاها أخاه أبا العشائر سلطان بن عليّ». قال أبو المغيث بن مرشد: «كنت عند أبي وهو ينْسَخ مُصْحَفًا، ونحن نتذاكر خروج الفرنج الروم، فرفع المُصْحَف، وقال: «اللّهم بحق من أنزلته عليه، إنْ قضيت بخروج الروم فخُذ رُوحي ولا أراهم»، فمات في رمضان سنة إحدى وثلاثين (531هـ) بشَيْزَر، ونازَلَتْها الرّومُ في شعبان سنة اثنتين وثلاثين (532هـ)، ونصبوا عليها ثمانية عشر مَنْجَنِيقًا، ثمّ رحلوا عنها بعد حصار أربعةٍ وعشرين يومًا».[12] وقال ياقوت الحموي: «ومنهم الأمير أبو سلامة مرشد بن علي بن مقلد بن نصر بن منقذ... له البيت القديم، والفضل العميم من فروع الأملاك الفارعي الأفلاك».[13] وقال السمعاني في تاريخه: «رأيت مصحفا بخطّه كتبه بماء الذهب على الطاق الصوريّ، ما رأيت ولا أظنّ أن الرائين رأوا مثله، فقد جمع إلى فضائله حسن خطه، وتقدم بحسن تدبيره على رهطه، وأسنّ وعمّر، وله أولاد نجباء أمجاد».[13] وقال أبو شامة المقدسي: «وَكَانَ عَالما بِالْقُرْآنِ وَالْأَدب كثير الصّلاح».[14]
- أولاده: عضد الدين أبو الفوارس مرهف بن أسامة بن منقذ: قَالَ الْعِمَاد الكاتب: «وشاهدت وَلَده عضد الدّين أَبَا الفوارس مرهفاً وَهُوَ جليس صَلَاح الدّين وأنيسه، وَقد كتب ديوَان شعر أَبِيه لصلاح الدّين، وَهُوَ لشغفه بِهِ يفضله على جَمِيع الدوّاوين، وَلم يزل هَذَا الْأَمِير الْعَضُد مرهف مصاحباً لَهُ بِمصْر وَالشَّام وَإِلَى آخر عصره، وتوطن بِمصْر».[5] وقال ابن الفوطي: «عضد الدين أبو الفوارس مرهف... من بيت الإمارة والرياسة والفروسية والفراسة، وانتقل مع والده إلى مصر وكان موصوفا بالكرم ومحاسن الأخلاق، وجمع من الكتب الأدبية وغيرها شيئاً كثيراً، وإنه باع مرة في نكبة لحقته من كتبه أربعة آلاف مجلد ولم يؤثر فيها».[15] وذكره ياقوت الحموي في ترجمة أبيه أسامة في معجم الأدباء، قال: «وقد رأيت أنا العضد هذا بمصر عند كوني بها في سنتي إحدى عشرة، واثنتي عشرة وستمائة، وأنشدني شيئاً من شعره وشعر والده»،[16] وقال: «فارقته في جمادى الأولى سنة اثنتي عشرة وستمائة بالقاهرة يحيا، ولقيته بها، وهو شيخ ظريف واسع الخلق شائع الكرم جمّاعة للكتب، وحضرت داره واشترى مني كتباً، وحدثني أنّ عنده من الكتب ما لا يعلم مقداره، إلا أنه ذكر لي أنه باع منها أربعة آلاف مجلد في نكبة لحقته فلم يؤثر فيها... وكان السلطان صلاح الدين، رحمهُ الله، قد أقطعه ضياعاً بمصر فهو يصرّفها في مصالحه، وأجراه الملك العادل أخو صلاح الدين على ذلك، وكان الملك الكامل بن العادل يحترمه ويعرف له حقه».[17]
- ولأسامة ابن آخر اسمه أبو بكر بن أسامة، وقد مات في حياته فرثاه في قصائد منها:[18]

### قلعة شيزر

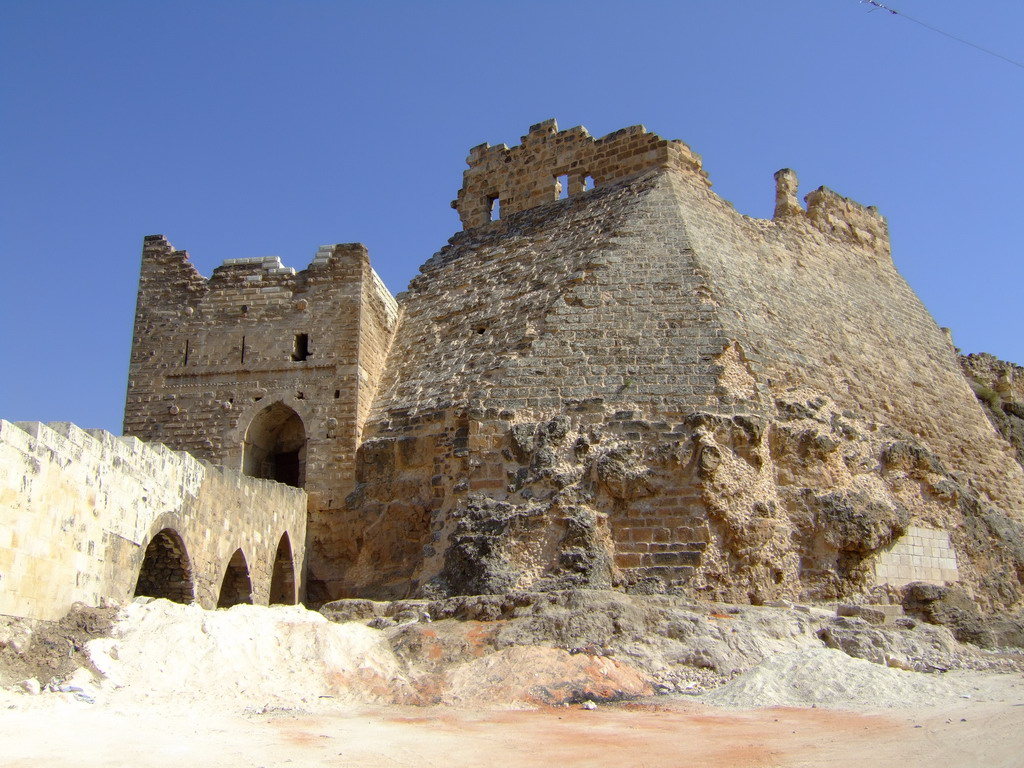
قلعة شيزر

قَالَ ابْن الْأَثِير: «وَهُوَ حصن قريب من حماة، بَينهمَا نَحْو نصف نَهَار، وَهُوَ من أمنع القلاع وأحصنها، على حجرٍ عَالٍ، لَهُ طَرِيق منقور فِي طرف الْجَبَل وَقد قُطع الطَّرِيق فِي وَسطه وَجُعل عَلَيْهِ جسر من خشب، فَإِذا قُطع ذَلِك الْخشب تعذَّر الصعُودُ إِلَيْهِ. وَكَانَ لآل منقذ الكنانيين يتوارثونه من أَيَّام صَالح بن مرداس».
ويقول ياقوت الحموي في معجم البلدان: «شَيْزَر: بتقديم الزاي على الراء وفتح أوله: قلعة تشتمل على كورة بالشام قرب المعرّة، بينها وبين حماة يوم، في وسطها نهر الأردن، عليه قنطرة في وسط المدينة، أوله من جبل لبنان، تعدّ في كورة حمص، وهي قديمة، ذكرها امرؤ القيس في قوله:
وينسب إلى شيزر جماعة، منهم الأمراء من بني منقذ وكانوا ملكوها».
وقبل أن يملك بنو منقذ شيزر، كانوا ملوكاً في أطراف حلب بالغرب من قلعة شيزر عند جسر بني منقذ المنسوب إليهم، «وكانوا يترددون إلى حلب وحماة وتلك النواحي، ولهم بها الآدار النفيسة والملاك المثمنة، وذلك كله قبل أن ملكوا قلعة شيزر، وكان ملوك الشام يكرمونهم ويبجلون أقدارهم، وشعراء عصرهم يقصدونهم ويمدحونهم، وكان فيهم جماعة أعيان رؤساء كرماء علماء».

## سيرته

### مولده ونشأته
ولد أسامة في قلعة شيزر شمالي حماة، في السابع والعشرين من شهر جمادى الآخرة سنة ثمان وثمانين وأربعمائة للهجرة (488هـ)، وقد كان لهذه القلعة الحصينة أهمية قصوى زمن الحروب الصليبية، بالنسبة للصليبيين أو أمراء المسلمين الطامعين بها. ونشأ أسامة نشأة صالحة تحت رعاية والديه، وقد كان والده يُعوِّده الشجاعةَ والإقدام، فكان يتركه يقتحم المخاطر منذ صغره. وقد تلقى العلم في بلده على عادة الأمراء في ذلك العصر، فدرس الفقه والحديث وعلوم العربية، وكانت له فيما بعد اليد الطولى في الأدب والكتابة والشعر، وقد ساعده على ذلك أن أقاربه أمراء شيزر كانوا مقصد الشعراء والأدباء، وكان منهم عددٌ غير قليل من الشعراء، وقد ذكر ابن تغري بردي في «النجوم الزاهرة» أن أسامة بن منقذ «كان يحفظ عشرين ألف بيت من شعر العرب الجاهليّة».
وقد شب أسامة في قلعة شيزر، واشترك وهو في الخامسة عشرة من عمره في المعارك التي دارت بين أسرته وبين الصليبيين، واستطاع أن يصد مع أسرته الغارة التي شنها عليهم حاكم أنطاكية الصليبي تانكرد.

### رحيله إلى الموصل واجتماعه بعماد الدين زنكي
بقي أسامة في بلده شيزر بين أسرته ووالده وعمه حاكم شيزر، غير أن عمَّه بعد أن رُزق أولاداً في آخر عمره انقلب على أسامة وتغير عليه؛ إذ كان يخشى على أبنائه منه نظراً لشهرته وشجاعته، وخشي أن يؤول الملك إليه بعد وفاته. قال أبو شامة المقدسي: «فولاها [مرشد بن علي والد أسامة] أخاه أَبَا العساكر سُلْطَان بن عَليّ، وَكَانَ أَصْغَر مِنْهُ، فاصطحبا أجمل صُحْبَة مُدَّة من الزَّمَان، فولد أَبُو سَلامَة مرشد عدَّة أَوْلَاد ذُكُور، فكبروا وسادوا، مِنْهُم عز الدولة أَبُو الْحسن عَليّ، ومؤيد الدولة أُسَامَة بن مرشد، وَغَيرهمَا، وَلم يُولد لِأَخِيهِ سُلْطَان ولد ذكر إِلَى أَن كبر فَجَاءَهُ أَوْلَاد، فحسد أَخَاهُ على ذَلِك، فَكَانَ كلما رأى صغر أَوْلَاده وَكبر أَوْلَاد أَخِيه وسيادتهم سَاءَهُ ذَلِك وخافهم على أَوْلَاده، وسعى المفسدون بَينهمَا فغيروا كلا مِنْهُمَا على أَخِيه». ولما شعر أسامة بهذا التحول غادر موطنه شيزر، واتجه إلى الموصل، وانتظم في جيش عماد الدين زنكي حاكم الموصل آنذاك، وبقي عنده تسعة أعوام يحارب الصليبيين تحت رايته، وقد أبلى في حروبه بلاءً حسناً.
ولما مات مرشد والد أسامة سنة 531هـ، تغير عمه سلطان أكثر، وبالغ في أذيته حتى طرده هو وإخوته ومنعهم من دخول شيزر. قال أبو شامة المقدسي: «وَكَانَ الْأَمر فِيهِ فِي حَيَاة الْأَمِير مرشد بعض السّتْر، فَلَمَّا مَاتَ سنة إِحْدَى وَثَلَاثِينَ وَخمْس مئة (531هـ) قلب أَخُوهُ لأولاده ظهر الْمِجَن، وبادأهم بِمَا يسوؤهم، وتمادت الْأَيَّام بَينهم إِلَى أَن قوي عَلَيْهِم فَأخْرجهُمْ من شيزر. وَكَانَ أعظم الْأَسْبَاب فِي إخراجهم مَا حدثت بِهِ عَن مؤيد الدولة أُسَامَة بن مرشد قَالَ: كنت من الشجَاعَة والإقدام على مَا قد علمه النَّاس، فَبينا أَنا بشيزر وَإِذا
 قد أَتَانِي إِنْسَان فَأَخْبرنِي أَن بدجلة يقاربها أسداً ضارياً، فركبت فرسي وَأخذت سَيفي وسرت إِلَيْهِ لأقتله، وَلم أُعلم أحداً من النَّاس لِئَلَّا أُمنع من ذَلِك، فَلَمَّا قربت من الْأسد نزلت عَن فرسي وربطته ومشيت نَحوه، فَلَمَّا رَآنِي قصدني ووثب فضربته بِالسَّيْفِ على رَأسه فانفلق، ثمَّ أجهزتُ عَلَيْهِ وَأخذتُ رَأسه فِي مخلاة فرسي وعدت إِلَى شيزر، وَدخلت على والدتي وألقيت الرَّأْس بَين يَديهَا وحدثتها الْحَال، فَقَالَت: «يَابني، تجهز لِلْخُرُوجِ من شيزر، فوَاللَّه لَايُمكِّنك عمُّك من الْمقَام وَلَا أحداً من إخْوَتك وَأَنْتُم على هَذِه الْحَال من الْإِقْدَام والجرأة». فَلَمَّا كَانَ الْغَد أَمر عمي بإخراجنا من عِنْده، وألزمنا بِهِ إلزاماً لَا مهلة فِيهِ فتفرقنا فِي الْبِلَاد».

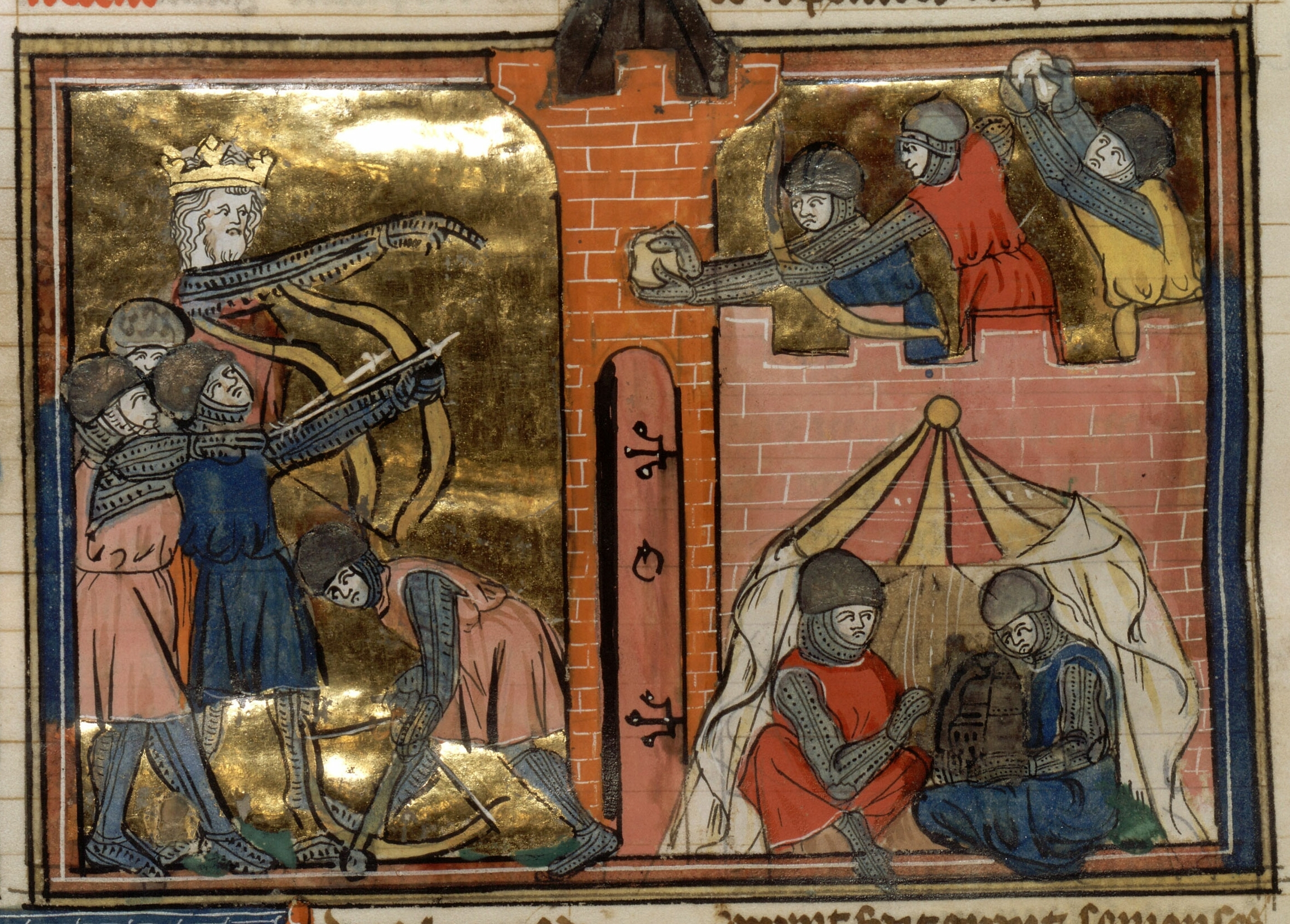
حصار الصليبيين قلعة شيزر سنة 532هـ/1138م

عاد أسامة مرة أخرى إلى موطنه شيزر عام اثنين وثلاثين وخمسمائة (532هـ)، عندما هاجمها الصليبيون، واشترك مع جيش عماد الدين في الدفاع عنها، وأبلى في ذلك بلاءً حسناً، واستطاع المسلمون الانتصار على الصليبيين وإجلاءهم عن شيزر. ويبدو أن أسامة كان ينوي البقاء في بلده، غير أن وفاة والده قبل مجيء الصليبيين إلى شيزر بأيام، ثم تغير عمه أبي العساكر سلطان بن منقذ عليه، جعله يغادر شيزر مع إخوته نهائياً حيث لم يعد إليها مرة أخرى.
وقد ذكر أسامة أحداث هذه المعركة في كتاب «الاعتبار» فقال:
وأظهر أسامة من البطولة ما جعل الألسن تلهج بذكره من جديد، وسارع عماد الدين يلاحم الصليبيين ويلاحقهم وينال منهم، ويقف بجيشه قبالتهم، وأهلُ القلعة في دفاعهم يصمدون، حتى انكشف عنهم الصليبيون وانسحبوا، فلاحقهم بنو منقذ وأهل شيزر فنالوا منهم غنائم وأسرى.

### في دمشق (532-539هـ)
لم يشأ أسامة أن يرجع إلى الموصل مع عماد الدين زنكي، مع أن عماد الدين كان راغباً بصحبته وعرض عليه أن يعود معه، ولكنه آثر أن يتوجه إلى دمشق، حيث كان له فيها صديقان يحبانه فيها، هما: الأمير شهاب الدين محمود بن بوري بن طغتكين، ووزيره معين الدين أنر، وكلاهما يحبانه ويرحبان بمَقدَمه، ويفرحان بإقامته والانضمام إلى معسكرهما لفروسيته وغنائه في الحروب، فكان أن نال حظوة وقاتل الصليبيين وأصبح بطل دمشق كما كان بطل شيزر، ونُظر إليه نظرَ الإجلال، ورَفَعَ الوزيرُ منزلتَه، وعَهِدَ إليه في تصريف الشؤون الحربية والإدارية، فنجح في ذلك نجاحاً زاد من تعلق الناس به. وقد استطاع أسامة في هذه الفترة أن يتصل بالصليبيين، ويقيم معهم علاقات ودية، واستطاع بهذه المعرفة أن يدرس عن أخلاق الصليبيين وعاداتهم.
وفي أثناء وجود أسامة في دمشق، قام معين الدين أنر بمحاربة الصليبيين واستطاع أن يهزمهم، فمدحه أسامة بقصيدة طويلة منها قولُه:
ولكن مقام أسامة في بلاط البوريين في دمشق لم يدم، والذي يبدو من القصيدة التي أرسلها أسامة إلى معين الدين أنر بعد خروجه من دمشق أن هناك مَن قام بالوشاية والدس عليه لدى معين الدين أنر، مما جعل هذا الحاكم يتغير على أسامة، قال أسامة في قصيدته:
ويبدو من هذه القصيدة أن أسامة كان متعلقاً بدمشق وحاكمها، غير أن ابن الصوفي وزير معين الدين، كان على رأس مدبري المكائد لأسامة، إذ خشي منه على مركزه. يقول أسامة في «الاعتبار»:

### في مصر (539-549هـ)
اتجه أسامة بعد خروجه من دمشق إلى القاهرة، واتصل بحكامها الفاطميين الذين أكرموه إكراماً شديداً لمكانته وشهرته. وقد روى أسامة ما وقع له عند قدومه إلى القاهرة فقال:

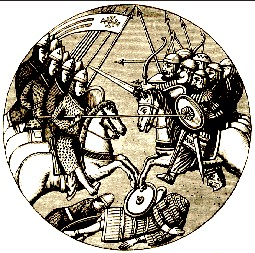
معركة عسقلان بين الصليبيين والفاطميين.

وقد أرسله وزير مصر ابن السلار في مهمة حربية إلى نور الدين زنكي، مفادها أن يطلب منه منازلة الصليبيين في طبرية ليشغلهم عن المصريين الذين كانوا يستعدون لملاقاتهم في غزة، وقد اعتذر نور الدين عن القيام بهذه المهمة، لأن ظروفه لم تكن تسمح له بالقيام بها في ذلك الوقت. وبدلاً من أن يعود أسامة إلى مصر اتجه إلى عسقلان وقاتل الصليبيين هناك، وأظهر بطولة نادرة. يقول أسامة:
ولقي أسامة نور الدين، وأنفذ معه من جنده ودَوَّنَ مائة وستين فارساً وأخذهم، وحارب الصليبيين قرب عسقلان وبيت جبريل، وكان أخوه عز الدولة أبو الحسن في جملة من كان يقاتل معه، فأقام في حرب الصليبيين أربعة أشهر حتى استدعاه ابن السلار فعاد إلى مصر، وشهد الثورة التي أدت إلى اغتيال ابن السلار، ولم يكن له في هذه الثورة رأي ولا يد، إلا أن الثائرين من الجند المغاربة والسودان والأعراب نهبوا داره، وجُرح في رأسه، وفي ذلك يقول:
فرحل أسامة من مصر وعاد إلى الشام سنة 549هـ، يقول أبو شامة المقدسي: «وسافر إِلَى مصر وَأقَام هُنَاكَ سِنِين فِي أَيَّام المصريين، فتمت نوبَة قتل المنعوت بالظافر، وَقتل عَبَّاس وزيرهم إخْوَته، وَإِقَامَة المنعوت بالفائز وَمَا ردف ذَلِك من الهزاهز، فَعَاد مؤيد الدوّلة [يعني أسامة] إِلَى الشَّام».

### عودته إلى دمشق واجتماعه بنور الدين زنكي (549-558هـ)

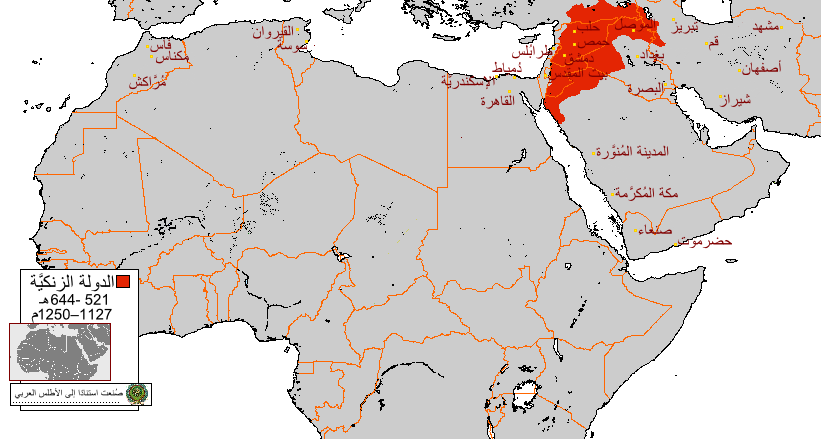
الدولة الزنكية في عهد نور الدين زنكي.

قضى أسامة في مصر عشر سنين، ثم غادرها وعاد إلى دمشق سنة 549هـ، وقد خرج من أمواله وأملاكه التي انتهبها الجند السودان والمغاربة. كما وقع أخوه محمد في الأسر عند الصليبيين، قال أبو شامة المقدسي: «وَبَقِي أُسَامَة بِمصْر إِلَى أَن خرج مِنْهَا مَعَ عَبَّاس كَمَا سبق ذكره، وَأسر الفرنج أَخَاهُ نجم الدولة مُحَمَّد بن مرشد، وَطلب من ابْن عَمه نَاصِر الدّين مُحَمَّد بن سُلْطَان صَاحب شيزر الْإِعَانَة فِي فكاكه فَلم يفعل، قَالَ: وادخر الله سُبْحَانَهُ أجر خلاصه وَحسن ذكره للْملك الْعَادِل نور الدّين رَحمَه الله تَعَالَى، فوهبه فَارِسًا من مقدمي الدّاوية يُقَال لَهُ «المشطوب» قد بذل الإفرنج فِيهِ عشرَة آلَاف دِينَار، فاستخلص بِهِ أَخَاهُ من الْأسر».
وصل أسامة إلى دمشق وهو في أسوأ حال، والتحق بجيش نور الدين محمود فأعاد إليه مركزه وأكرمه وقدمه، وكاتبه وزير مصر طلائع بن رزيك أن يرجع إلى مصر ويوليه أسوان، وكان هذا قبل مجيء أسرة أسامة من مصر، فاستشار أسامة نور الدين فقال له: «أما كفاك ما لقيت من مصر وفتنها؟»، فاعتذر أسامة لطلائع، وحصَّل له الملك نور الدين أماناً من بالدوين الثالث ملك الصليبيين خطياً أرسله مع أحد أتباعه إلى الملك الصالح ابن رزيك لِيُسَفِّرَ أم أسامة وزوجه وأتباعه، وكانوا زهاء خمسين بين رجال ونساء، وحملوا معهم أموالهم وجواهرهم وذهبهم وسلاح أسامة وقيمتها ثلاثون ألف دينار، ومن ضمنها مكتبته التي انتخب كتبها بنفسه وجلدها تجليداً متقناً، وتعدادها أربعة آلاف مجلد تحتوي على دواوين كثيرة. وسارت بهم سفينة دمياط، حتى إذا وصلت عكا أرسل بالدوين رجاله فحطموا السفينة وأخذوا ما فيها وانتهبوا كتبه، وآلمه ضياع أربعة آلاف من الكتب الفاخرة. قال أسامة: «وكنت إذ ذاك مع الملك العادل في بلاد الملك مسعود رعبان وكيسون، فهوّن علي سلامة أولادي وأولاد أخي، وحُرمنا ذهابَ ما ذهب من المال، إلا ما ذهب لي من الكتب، فإنها كانت أربعةَ آلاف مجلد من الكتب الفاخرة، فإن ذهابها حزازة في قلبي ما عشت. فهذه نكبات تُزعزع الجبال وتُفني الأموال، والله سبحانه يُعوِّض برحمته ويختم بلطفه ومغفرته. وتلك وقعات كبار شاهدتها مضافة إلى نكبات نُكِبتُها سَلِمَتْ فيها النفس لتوقيت الآجال، وأجحفت بهلاك المال». ثم ترك بالدوين لعشيرته خمس مائة دينار توصلهم إلى دمشق، فوصلوها بعد عناء كبير، ولم يأس أسامة على شيء قدر حزنه على أسر أخيه وضياع كتبه.
وقد ذكر أبو شامة المقدسي ذلك فقال:
في دمشق اجتمع أسامة بنور الدين زنكي حاكم دمشق، الذي كان يعد من أكبر قادة الحروب الصليبية في وقته، وخاض معه معارك عديدة ضد الصليبيين. وقد أشار أبو شامة في كتابه «الروضتين» إلى مشاركة أسامة في حصار قلعة حارم سنة سبع وخمسين وخمسمائة (557هـ) تحت راية نور الدين فقال: «وَمِمَّنْ كَانَ مَعَه فِي هَذِه الْغُزَاة الْأَمِير مؤيد الدولة أُسَامَة بن مرشد بن منقذ، وَكَانَ من الشجَاعَة فِي الْغَايَة الَّتِي لَا مزِيد عَلَيْهَا». وكان عمره عندئذ يقارب السبعين.
ونقل عنه ياقوت الحموي أنه قال في نور الدين محمود:

### مراسلاته مع الوزير طلائع بن رزيك
كانت هناك مودة كبيرة بين أسامة بن منقذ ووزير مصر طلائع بن رزيك المعروف بـ«الملك الصالح»، وقد مدحه أسامة بعدة قصائد، منها قوله:
وقد جرت بين أسامة وهو في دمشق وطلائع بن رزيك مراسلاتٌ شعرية أدبية تحدث فيها عن بعض المعارك التي خاضها المسلمون ضد الصليبيين، وهذه القصائد تعد وثيقة تاريخية للحروب الصليبية؛ لأنه عدَّد فيها أسماء المعارك، وذكر نتائجها، وأشار إلى ما فعله المسلمون بقادتها. ومن ذلك قصيدته التي أرسلها إلى طلائع بن رزيك، عندما أرسل له طلائعُ قصيدةً ذكر فيها بعض وقائعه وسراياه إلى الصليبيين، وحث أسامة على تحريض نور الدين على جهاد الإفرنج وغزوهم، مطلعها:
فلما اطلع نور الدين زنكي على هذه القصيدة أمر أسامة بالرد عليها، فنظم أسامة هذه القصيدة:

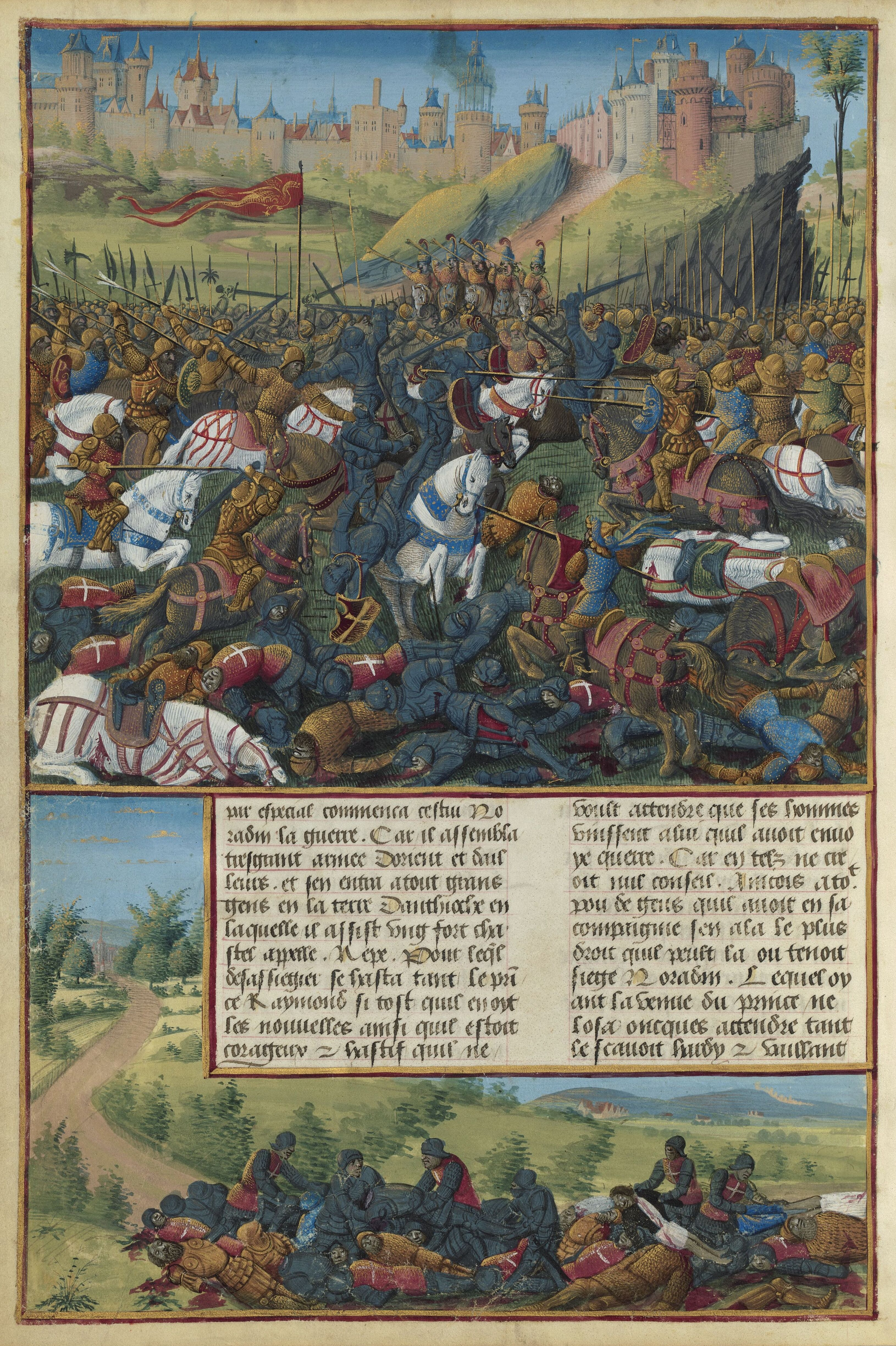
رسم لمعركة قلعة أنب الواقعة سنة 544هـ/1149م.

يشير أسامة إلى معركة أنب التي قتل فيها المسلمون «البرنس» وهو ريموند الثاني أمير أنطاكية، وقد وقعت هذه المعركة سنة 544هـ/1149م، وانتصر فيها نور الدين على الصليبيين وقتل حاكمهم، يقول أبو شامة المقدسي: «وَكَانَ هَذَا اللعين من أبطال الفرنج الْمَشْهُورين بالفروسية وَشدَّة الْبَأْس وَقُوَّة الْحِيَل وَعظم الْخلقَة، مَعَ اشتهار الهيبة وَكَثْرَة السطوة والتناهي فِي الشَّرّ».
يشير أسامة إلى معركة حصن العريمة التي وقعت بين نور الدين زنكي والصليبيين سنة ثلاث وأربعين وخمسمائة (543هـ/1148م) والتي انتهت بانتصار المسلمين. يقول أبو شامة المقدسي: «فَملك الْمُسلمُونَ الْحِصن، وَأخذُوا كل من بِهِ من رجل وَصبي وَامْرَأَة، وَفِيهِمْ ابْن الفنش، وأخربوا الْحصن». وابن الفُنش هو برتراند بن ألفونسو جوردن، كان حاكم صقلية، خرج مع ملك الألمان لبلاد الشام واحتل حصن العريمة، فسار إليه نور الدين سنة ثلاث وأربعين وخمسمائة (543هـ)، واستولى على حصنه وخربه، وأخذ ابنَ الفنش أسيراً مع كل من في الحصن.
يشير أسامة إلى المعركة التي وقعت بين نور الدين زنكي وبين جوسلين الثاني كونت الرها سنة خمس وأربعين وخمسمائة (545هـ/1150م)، وانتهت بهزيمة الصليبيين وأسر جوسلين، يقول أبو شامة المقدسي: «وَكَانَ أسره من أعظم الْفتُوح على الْمُسلمين؛ فَإِنَّهُ كَانَ شَيْطَاناً عاتياً من شياطين الفرنج، شَدِيد الْعَدَاوَة للْمُسلمين، وَكَانَ هُوَ يتَقَدَّم على الفرنج فِي حروبهم لما يعلمُونَ من شجاعته وجودة رَأْيه وَشدَّة عداوته للملة الإسلامية وقسوة قلبه على أَهلهَا، وَأُصِيبَتْ النَّصْرَانِيَّة كَافَّة بأسره، وعظمت الْمُصِيبَة عَلَيْهِم بفقده، وخَلَتْ بِلَادُهمْ من حاميها وثغورُهم من حافظها، وَسَهل أَمرهم على الْمُسلمين بعده. وَكَانَ كثيرَ الْغدر وَالْمَكْر لَا يقف على يَمِين وَلَا يَفِي بِعَهْد، طالما صَالحه نور الدّين وهادنه فَإِذا أَمن جَانِبَه بالعهود والمواثيق نكث وغدر، فَلَقِيَهُ غدره وحاق بِهِ مكره، {وَلَا يَحِيقُ الْمَكْرُ السَّيِّئُ إِلَّا بِأَهْلِهِ} فَلَمَّا أُسِرَ تيَسّر فتح كثير من بِلَادهمْ».
أطال أسامة في الحديث عن المعركة التي وقعت بين المسلمين بقيادة عماد الدين زنكي والصليبيين سنة أربع وثلاثين وخمسمائة (534هـ/1139م)، وقد أشار أبو شامة المقدسي إلى هذه المعركة، فذكر أن عماد الدين زنكي سار في سنة أربع وثلاثين وخمسمائة إلى بلاد الفرنجة وأغار عليها، فاجتمع ملوك الفرنجة لقتاله بالقرب من حصن بارين، «فَصَبر الْفَرِيقَانِ صبراً لم يُسمع بِمثلِهِ إِلَّا مَا يُحْكى عَن لَيْلَة الهرير، وَنصر الله الْمُسلمين وهرب مُلُوك الفرنج وفرسانهم، فَدَخَلُوا حصن بارين وَفِيهِمْ ملك الْقُدس لِأَنَّهُ كَانَ أقرب حصونهم، وأسلموا عدتهمْ وعتادهم، وَكثر فيهم الْجراح. ثمَّ سَار الشَّهِيد إِلَى حصن بارين فحصره حصراً شَدِيداً، فراسلوه فِي طلب الْأمان ليَسلموا ويُسلِّموا الْحصن، فَأبى إِلَّا أَخذهم قهراً. فَبَلغهُ أَن مَن بالسَّاحل من الفرنج قد سَارُوا إِلَى الرّوم والفرنج يستنجدونهم وَينْهَوْنَ إِلَيْهِم مَا فِيهِ مُلُوكهمْ من الْحصْر، فَجمعُوا وحشدوا وَأَقْبلُوا إِلَى السَّاحِل، وَمن بالحصن لَا يعلمُونَ شَيْئاً من ذَلِك لقُوَّة الْحصْر عَلَيْهِم. فَأَعَادُوا مراسلته فِي طلب الْأمان فأجابهم وتسلم الْحصن».
يشير أسامة إلى فتح مدينة الرها الذي تم سنة تسع وثلاثين وخمسمائة (539هـ/1144م)، وقد فتحها عماد الدين زنكي، وكان يحكمها جوسلين الثاني كونت الرها «وهو من عتاة الفرنج ودهاتهم». وقد حاصر عماد الدين هذه المدينة ثمانية وعشرين يوماً حتى استطاع فتحها.
يشير أسامة في نهاية قصيدته إلى فتح تل باشر وتل عزاز وغيرهما من الحصون والمدن التي فتحها المسلمون واستعادوها من الصليبيين، وأشار أسامة إلى أن الهدف من هذه المعارك كان ابتغاء ثواب الله، وإعادة بلاد المسلمين إلى أصحابها، وليس الفخر والبذخ.
ولأسامة بن منقذ قصيدة أخرى في وصف معارك المسلمين، أرسلها إلى طلائع بن رزيك رداً على قصيدة أرسلها طلائع تحدث فيها عن جهاد المسلمين في بلاد الشام، مطلعها:
فأجابه أسامة بقصيدة مطلعها:

### زلزال شيزر (552هـ)

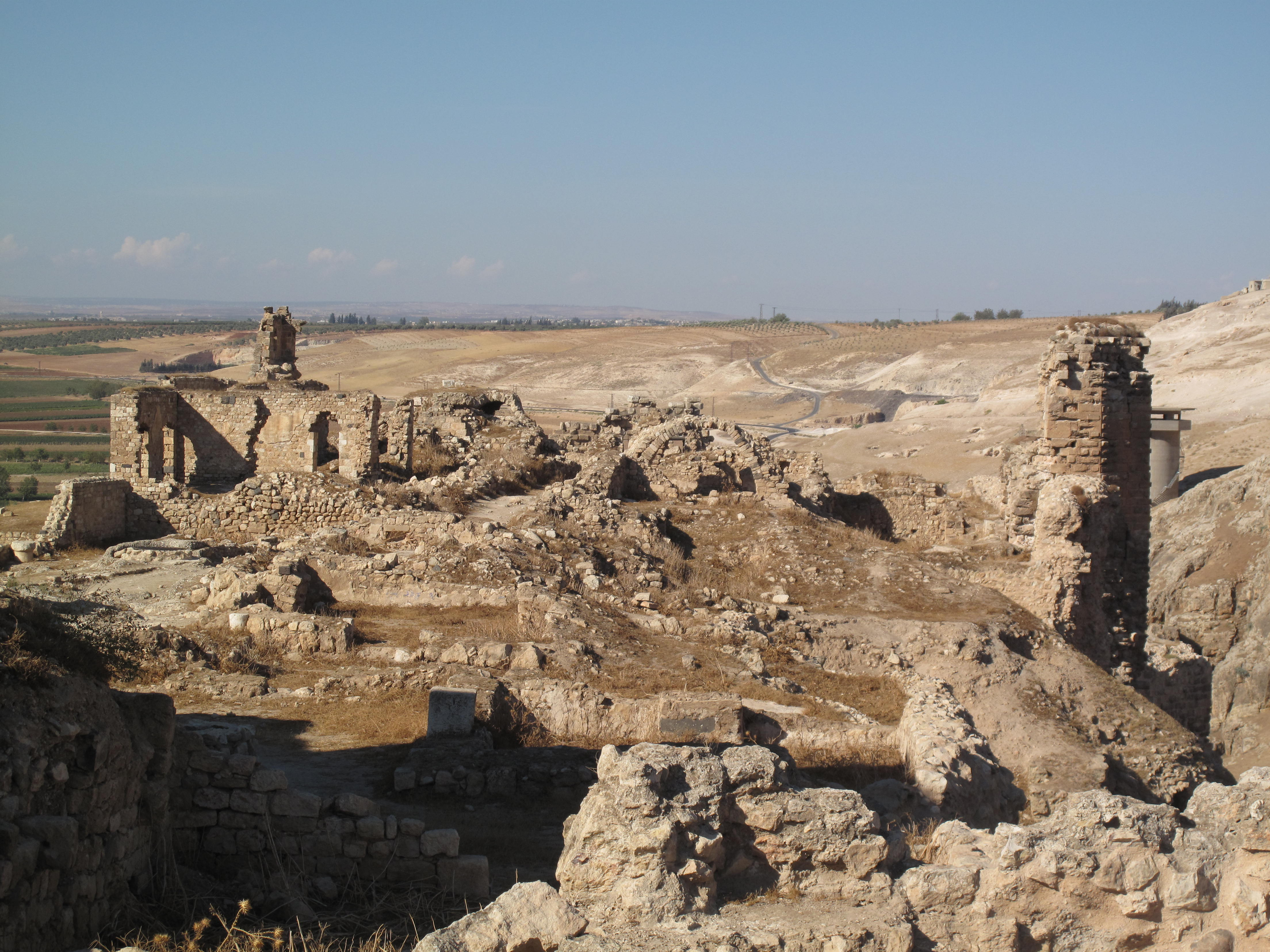
أطلال من قلعة شيزر

وفي سنة اثنتين وخمسين وخمسمائة (552هـ/1157م) وقعت زلزلة عظيمة في شيزر، ودمرت حِصنها على واليها تاج الدولة بن أبي العساكر بن منقذ (ابن عم أسامة)، ومات عددٌ كبير من بني منقذ في هذه الزلزلة. يقول العماد الكاتب: «وما زالوا [أي بنو منقذ] مالكي شيزر ومعتصمين بحصانتها، ممتنعين بمناعتها، حتى جاءت الزلزلة في سنة نيفٍ وخمسين فخربت حصنها، وأذهبت حسنها، وتملكها نور الدين عليهم وأعاد بناءها، فتشعبوا شعباً، وتفرقوا أيدي سبا».
وقال أبو شامة المقدسي: «وَتُوفِّي الْأَمِير سُلْطَان [عم أسامة] وَولي بعده أَوْلَادُه، فَبلغ نورَ الدّين عَنْهُم مراسلةُ الفرنج، فَاشْتَدَّ مَا فِي نَفسه وَهُوَ ينْتَظر الفرصة، فَلَمَّا خربَتْ القلعة بالزلزلة وَلم يَسلم مِنْهَا أحدٌ كَانَ بالحصن، فبادر إِلَيْهَا وملكها وأضافها إِلَى بِلَاده، وعمَّرها وأسوارَها وأعادها كَأَن لم تخرب، وَكَذَلِكَ أَيْضاً فعل بِمَدِينَة حماة وكل مَا خرب بِالشَّام بِهَذِهِ الزلزلة، فَعَادَت الْبِلَاد كأحسن مَا كَانَت».
وقد حزن أسامة كثيراً على وفاة أقاربه، فقال في رثائهم:

### في حصن كيفا (559-570هـ)
قضى أسامة في دمشق قرابة عشر سنين، أحس بعدها بالتعب الشديد والإرهاق من جراء العمل المتواصل، فغادر دمشق متجهاً إلى حصن كيفا سنة تسع وخمسين وخمسمائة (559هـ/1163م) حيث مكث في هذا الحصن عشرة أعوام تقريباً قضاها في الكتابة والتأليف. قال ابن عساكر: «ذكر لي [أسامة] أنه ولد سنة ثمان وثمانين وأربعمائة، وقدم دمشق سنة اثنتين وثلاثين وخمسمائة، وخَدَمَ بها السلطانَ وقُرِّبَ منه، وكان فارساً شجاعاً، ثم خرج إلى مصر فأقام بها مدة، ثم رجع إلى الشام وسكن حماة، واجتمعتُ به بدمشق وأنشدني قصائد من شعره سنة ثمان وخمسين وخمسمائة». وقال ياقوت الحموي: «ورماه الحدثان إلى حصن كيفا مقيماً بها في ولده، مؤثراً لها على بلده، حتى أعاد الله دمشق إلى سلطنة الملك الناصر صلاح الدين يوسف بن أيوب سنة سبعين».
وقد اختار أسامة حصن كيفا لموقعه الحصين ومناظره الجميلة، فهو يقع على دجلة بالقسم الشمالي من ماردين وعلى مسافة من نصيبين. حكمه زمناً بنو منقذ، وضُم إلى أملاك نور الدين محمود، وقد عرفه في صدر شبابه يوم كان يقود الكتائب مع عماد الدين زنكي، وفيه مكتبات وكتب قيمة. فمكث هناك في عزلة عن ذلك الصخب والمجتمع المضطرب، فيمم شطره إليه، وأخلد إلى الراحة فيه والعبادة والتأليف.

### عودته إلى دمشق واجتماعه بصلاح الدين الأيوبي (570-584هـ)
قطع أسامة إقامته في حصن كيفا وعاد إلى دمشق عندما سمع بقدوم صلاح الدين إليها، وكانت تربطه علاقة طيبة بصلاح الدين، إذ كانا يعملان جميعاً في بلاط نور الدين زنكي، وقد رحب صلاح الدين كثيراً بأسامة، وأغدق عليه الأموال والأعطيات، وكان يستشيره في كثير من أموره، ولما قدم أسامة على صلاح الدين أنشده قوله:
وكان صلاح الدين معجباً بشعر أسامة، قَالَ الْعِمَاد الكاتب: «وَهُوَ لشغفه بِهِ يفضله على جَمِيع الدوّاوين». وكان شديد الإكرام لأسامة؛ «فَلَمَّا جَاءَ أنزلهُ أرحب منزل، وَأوردهُ أعذب منهل، وَملكه من أَعمال المعرّة ضَيْعَة زعم أَنَّهَا كَانَت قَدِيماً تجْرِي فِي أملاكه، وَأَعْطَاهُ بِدِمَشْق دَاراً وإدراراً، وَإِذا كَانَ بِدِمَشْق جالسه وآنسه، وذاكره فِي الْأَدَب ودارسه. وَكَانَ ذَا رَأْي وتجربة وحنكة مهذبة، فَهُوَ يستشيره فِي نوائبه، ويستنير بِرَأْيهِ فِي غياهبه، وَإِذا غَابَ عَنهُ فِي غَزَوَاته كَاتبه وأعلمه بواقعاته ووقعاته، ويستخرج رَأْيه فِي كشف مهماته وحلّ مشكلاته، وَبلغ عمره ستّاً وَتِسْعين سنة، فَإِن مولده سنة ثَمَان وَثَمَانِينَ وَأَرْبع مئة، وَتُوفِّي سنة أَربع وَثَمَانِينَ وَخمْس مئة».
ومدح أسامة صلاح الدين الأيوبي بعدة قصائد منها قوله:

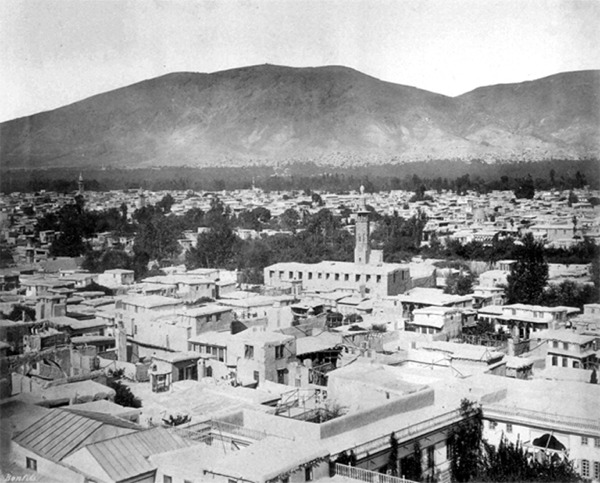
جبل قاسيون، دُفن أسامة بن منقذ في سفحه سنة 584هـ/1188م. (صورة لمدينة دمشق من عام 1870).

ومدح أسامة صلاح الدين الأيوبي بقصيدة أخرى، أرسلها إليه سنة اثنتين وسبعين وخمسمائة (572هـ)، مطلعها:

### وفاته
قضى أسامة بقية أيامه في دمشق، حتى بلغ عمره ستاً وتسعين سنة، وكان يشكو الكبر والضعف، ويتحسر على نفسه وما آل إليه حاله، وكان يقول:
وقد وافاه الأجل يومَ الثلاثاء، الثالث والعشرين من رمضان سنة أربع وثمانين وخمسمائة (584هـ)، الموافق 14 تشرين الثاني (نوفمبر) 1188م. ولما علم صلاح الدين الأيوبي بوفاة أسامة عزَّى ابنه، ثم تقبل العزاء فيه من علية القوم، وقال لهم: «مات اليوم شاعر الأمة وفارسها»، وأمر بدفنه في جبل قاسيون.

## مؤلفاته وآثاره الأدبية
تلقى أسامة بن منقذ العلم في طفولته المبكرة، حيث تعهده والده بالمربين والمعلمين، وكانت هذه عادةَ الأمراء آنذاك. حفظَ أسامةُ القرآن الكريم في صغره، كما درس الأدب والنحو والحديث والتفسير على كبار العلماء الموجودين في عصره، وقد كانت أسرة الشاعر وهم أمراء شيزر مثابةً للشعراء والأدباء، يقصدونهم مادحين ومترفدين، ويقيمون في كنفهم مكرمين، وكانوا هم أيضاً علماء شعراء، فأفاد أسامةُ من هذا المجتمع الأدبي الذي نشأ فيه أدباً جماً، وأُولع بحفظ الشعر وروايته. ومما يدل على سعة اطلاعه وحرصه الشديد على القراءة، مكتبتُه الضخمةُ التي صحبَها معه إلى مصر، وفُقدت في أثناء عودته منها، وكان عددُ كتبها يربو على أربعة آلاف مجلد. وقد أشار الذهبي إلى علم أسامة بالحديث النبوي أيضاً، فقال: «رَوَى عَنْهُ: ابْنُ عَسَاكِرَ، وَابْن السَّمْعَانِيّ، وَأَبُو المواهب، والحافظ عبد الغني، والبهاء عبد الرحمن، وَابْنه الأَمِيْر مُرْهَفٌ، وَعَبْد الصَّمَدِ بن خَلِيْل الصَّائِغ، وَعَبْد الكَرِيْمِ بن أَبِي سُرَاقَة، وَمُحَمَّد بن عَبْدِ الكَافِي الصَّقَلِّيّ».
قال العماد الكاتب: «وأسامة كاسمه، في قوة نثره ونظمه، يلوح في كلامه أمارة الإمارة، ويؤسّس بيت قريضه عمارة العبارة، حلو المجالسة، حالي المساجلة، ندي النديّ بماء الفكاهة، عالي النجم في سماء النباهة، معتدل التصاريف، مطبوع التصانيف، أسكنه عشق الغوطة، دمشق المغبوطة، ثم نبت به كما تنبو الدار بالكريم، فانتقل إلى مصر فبقي بها مؤمَّراً مشاراً إليه بالتعظيم، إلى أيام ابن رزيك، فعاد إلى الشام، وسكن دمشق مخصوصاً بالاحترام، حتى أخذت شيزر من أهله، ورشقهم صرفُ الزمان بنبله، ورماه الحدثان إلى حصن كيفا مقيماً بها في ولده، مؤثراً لها على بلده، حتى أعاد الله دمشق إلى سلطنة الملك الناصر صلاح الدين يوسف بن أيوب سنة سبعين، ولم يزل مشغوفاً بذكره، مشتهراً بإشاعة نظمه ونثره، والأمير العضد مرهف ولد الأمير مؤيّد الدولة جليسه، ونديمه وأنيسه، فاستدعاه إلى دمشق وهو شيخ قد جاوز الثمانين».
والذي يبدو من حياة أسامة أنه تفرغ للتأليف والكتابة بعد أن تجاوز السبعين من عمره، واستمر على ذلك حتى وفاته. ولأسامة بن منقذ ما يقارب العشرين مصنفاً، ضاع أكثرها، ومن هذه الكتب:
- الاعتبار: سَجَّلَ فيه ذكرياتِه ومشاهداتِه وتجاربَه وما لقي من حروب ومعارك، ويروي فيه ما له وما عليه، ويشيد بالبطولة والشجاعة، ويعترف لأصحابه ولو كانوا من أعدائه، ويسجل الوقائع الجماعية والفردية ويقص الأحداث التي مرت به أو عاناها بنفسه أو وقعت لأصدقائه وأعدائه، ويتحدث عن طبائع الإفرنج وعاداتهم وانعدام غيرتهم في أمور لا يَتسامح فيها المسلمون. ويعد الكتاب من أهم مصادر التأريخ لتلك الحقبة، كتبه أسامة وقد نيف على التسعين، والأصح أنه أملاه من ذاكرته بعد أن أصبحت يده لا تقوى على حمل القلم.[68]
- البديع في نقد الشعر: جمع فيه ما تفرق في كتب المتقدمين في نقد الشعر وذكر محاسنه وعيوبه، وذكر للبديع خمسة وتسعين فصلاً أو نوعاً، وأورد نماذج للبديع وأنواعه وللأسلوب.[69][70]
- لباب الآداب: من مؤلفات أسامة المتأخرة، جمع مادته وهو في كيفا ورتبه وأخرجه بعد أن عاد إلى دمشق، وقسمه إلى أبواب ذكر في كل باب ما ورد فيه من القرآن الكريم ثم الحديث الشريف ثم ما ورد من الآثار الأدبية فيه نثراً وشعراً، منها ما ورد في كتب الأدب ومنها ما لا يوجد إلا فيه، ومنها أحداث حدثت له عاينها بنفسه أو سمعها أو شاهدها. وقد وضعه على سبعة أبواب: في الوصايا، في السياسة، في الكرم، في الشجاعة، في الأدب والأخلاق، في البلاغة، في الحكمة.[68][71]
- المنازل والديار: وهو ترجمة كتبها عن نفسه بعد أن اجتاحت الزلزلة منازل أهله وديارهم، ألفه عام 568هـ، ويتضمن شواهد شعرية كثيرة في المنازل والديار والأطلال.[69][72] وقد ذكر في مقدمته سبب تأليفه فقال: «فإني دعاني إلى جمع هذا الكتاب، ما نال بلادي وأوطاني من الخراب؛ فإن الزمان جر عليها ذيله، وصرف إلى تعفيتها حوله حيله»، ثم قال: «فاسترحت إلى جمع هذا الكتاب، وجعلته بكاء للديار والأحباب، وذلك لا يفيد ولا يجدي، ولكنه مبلغ جهدي، وإلى الله عز وجل أشكو ما لقيت من زماني وانفرادي من أهلي وإخواني، واغترابي عن بلادي وأوطاني».[73]
- كتاب العصا.
- مختصر مناقب عمر بن الخطاب.
- مختصر مناقب عمر بن عبد العزيز.

### ديوان شعره
صنف أسامة في آخر حياته ديواناً جمع فيه الكثير من قصائده، ولكنه لم يجمعها كلها، ويفسر السبب في ذلك فيقول:
وقد أثنى العلماء على شعره كثيراً، فقال عنه ابن كثير: «أحد الشعراء المشهورين الْمَشْكُورِينَ»، وقال أيضاً عنه: «وله أشعار رائقة، ومعان فائقة، ولديه علم غزير، وعنده جود وفضل كثير». وقال ياقوت الحموي: «وفي بني منقذ جماعة أمراء شعراء، لكن أسامة أشعرهم وأشهرهم».
وقال أبو عبد الله محمد بن الحسن بن الملحي: «الأمير مؤيد الدولة أسامة بن مرشد بن منقذ شاعر أهل الدهر، مالك عنان النظم والنثر، متصرف في معانيه، لاحق بطبقة أبيه، ليس يُستقصى وصفه بمعان، ولا يُعبَّر عن شرحها بلسان، فقصائده الطوال لا يفرق بينها وبين شعر ابن الوليد، ولا ينكر على منشدها نسبتها إلى لبيد، وهي على طرف لسانه بحسن بيانه، غير محتفل في طولها، ولا يتعثر لفظه العالي في شئ من فضولها، والمقطعات فأحلى من الشهد وألذ من النوم بعد طول السهر، في كل معنى غريب وشرح عجيب».
وقال الْعِمَاد الكاتب: «هَذَا مؤيد الدولة من الْأُمَرَاء الْفُضَلَاء، والكرماء الكبراء، والسادة القادة العظماء، وَقد متعهُ الله بالعمر وَطول الْبَقَاء، وَهُوَ من الْمَعْدُودين من شجعان الشَّام وفرسان الْإِسْلَام، وَلم يزل بَنو منقذ ملاك شيزر، وَقد جمعُوا السِّيَادَة والمفخر... وَكلهمْ من الأجواد الأمجاد، وَمَا فيهم إِلَّا ذُو فضل وبذل وإحسان وَعدل، وَمَا مِنْهُم إِلَّا من لَهُ نظمٌ مطبوع وَشعر مَصْنُوع، وَمن لَهُ قصيدة وَله مَقْطُوع، وَهَذَا مؤيد الدولة أعرقهم فِي الْحسب وأعرفهم فِي الْأَدَب».

### كتب مفقودة
ذكرت المصادر له كتباً كثيرة لم يُعثر عليها، ومنها:
- أخبار أهله.
- أخبار البلدان.
- أخبار النساء.
- أزهار الأنهار.
- تاريخ أيامه (ولعله كتاب الاعتبار).
- التاريخ البدري.
- تاريخ القلاع والحصون.
- التأسي والتسلي.
- الثجائر المربحة والمساعي المنجحة.
- ذيل يتيمة الدهر للثعالبي.
- ردع الظالم ورد المظالم.
- الشيب والشباب: وقد ألفه لأبيه كما يقول ياقوت الحموي في معجمه.[76]
- فضائل الخلفاء الراشدين.
- كتاب الفضاء (ولعله تصحيف للعصا).
- مجموع أشعار المحدثين.
- المكاتبات والأشعار.
- نصيحة الرعاة.
- النوم والأحلام.[77]

## نظرته للصليبيين
وصف أسامة في كتابه «الاعتبار» الصليبيين كما شاهدهم بنفسه، ودوَّن ما رآه من أخلاقهم وعاداتهم وأخبارهم، فمن ذلك:

### الشجاعة
لم تكن صفاتُ الصليبيين من وجهة نظر أسامة كلُّها سلبية، فهو يذكر على سبيل المثال شجاعتهم في القتال، وهذا يدل على إنصافه مع أنه كان شديد العداوة والكره لهم. يقول أسامة:
وقال:

### منزلة الفارس عندهم

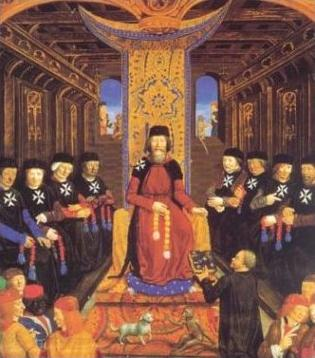
أعجب أسامة بمنزلة الفارس عند الصليبيين ومدى احترامه وتعظيمه عندهم.

كان أسامة يَعجَب لشجاعة الصليبيين، ويُعجَب بنظرهم واحترامهم إلى الفارس والفروسية وإجلال أهلها، قال أسامة:

### تعايش بعضهم مع المسلمين
يرى أسامة أن بعض الصليبيين قد تأقلموا مع المسلمين لطول معاشرتهم إياهم، وتطبَّعوا بطبائعهم وأعرافهم، فيذكر أنه التقى بفارس صليبي لايأكل الخنزير كالمسلمين، كما كان يعد بعضهم أصدقاءه لا أعداءه، يقول أسامة:

### جفاء الأخلاق

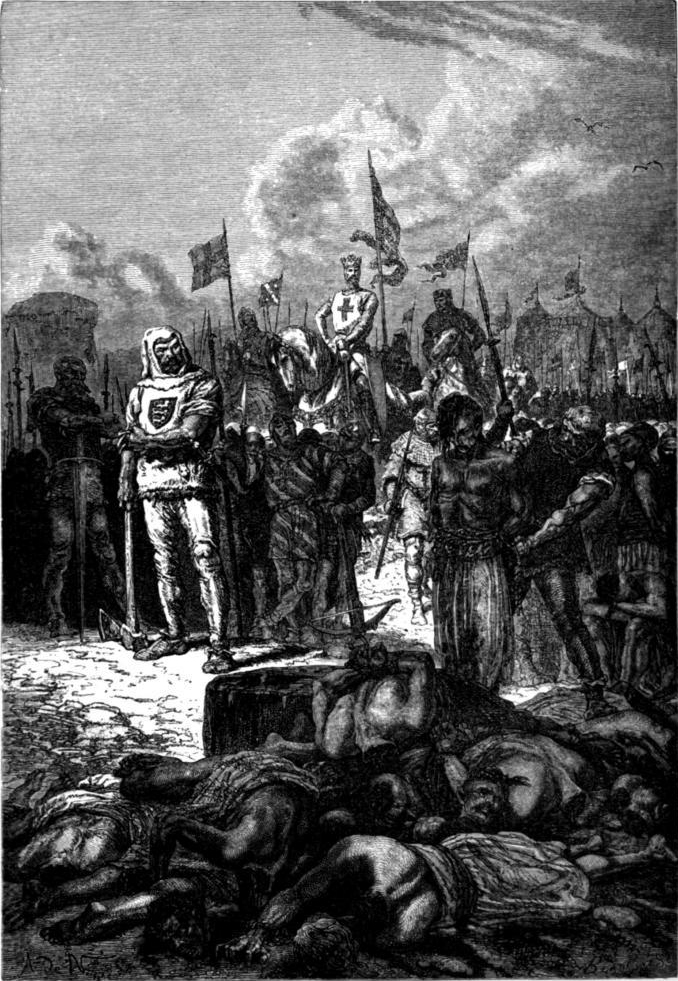
"إعدام السراسنة"، رسم يُظهر الملك ريتشارد الأول "قلب الأسد" وهو يُعدم السجناء المسلمين بعد استرجاعه مدينة عكا.

يقول أسامة:

### عدم الغيرة
كان من الأمور التي أثارت استغرابَ أسامة في الصليبيين انعدامُ الغيرة على الزوجات، فهو يذكر في كتبه عدةَ قصصٍ في ذلك شهدها أو سمعها من خلال مخالطته بهم. قال أسامة:
وقال:

### الجهل
كانت نظرةُ أسامة إلى الصليبيين نظرةً استعلائيةً، فهو كثيراً ما يصفُهم بـ«الجهل» و«سخافة العقل» وما أشبه ذلك. قال أسامة:
وذكر أسامة قصة عن طبهم فقال:

## كُتُبٌ عن أسامة بن منقذ

صورة غلاف كتاب الاعتبار مترجماً إلى الفرنسية.

- أسامة بن منقذ، أمير سوري في القرن الأول من الحملات الصليبية (1095-1188) (بالفرنسية: (Ousama ibn Mounkidh, un emir Syrien au premier siècle des croisades (1095–1188)‏، هرتفيك درانبور (بالفرنسية: Hartwig Derenbourg)‏، 1889م.
- مذكرات تاريخية وقصص صيد (بالفرنسية: Souvenirs historiques et récits de chasse)‏، هرتفيك درانبور (بالفرنسية: Hartwig Derenbourg)‏ وهو ترجمة فرنسية لكتاب «الاعتبار»، 1895م.
- مذكرات أمير سوري في عصر الحملات الصليبية (بالألمانية: Memoiren eines syrischen Emirs aus der Zeit der Kreuzzüge)، جورج شومان (بالألمانية: Georg Schumann)، وهو ترجمة ألمانية لكتاب «الاعتبار»، 1905م.
- نبيل عربي سوري ومحارب في فترة الحملات الصليبية: مذكرات أسامة بن منقذ (بالإنجليزية: An Arab-Syrian Gentleman And Warrior in The Period of The Crusades: Memoirs of Usama Ibn-Munqidh)‏، فيليب حتي، وهو ترجمة إنجليزية لكتاب «الاعتبار»، 1929م.
- أسامة بن منقذ: بطل الحروب الصليبية، جمال الدين الآلوسي، 1967م.
- أسامة بن منقذ، حياته وآثاره، حسن عباس، 1981م.
- أسامة بن منقذ: محارب وشاعر في عصر الحملات الصليبية (بالإنجليزية: Usama ibn Munqidh: Warrior-Poet in the Age of Crusades)‏، بول إم. كوب (بالإنجليزية: Paul M. Cobb)‏ 2005م.

## الهوامش
1. ↑  الصواب أنه نهر العاصي.
2. ↑  كذا في الأصل والأصح "وإذ"، وفي النصوص أخطاء نحوية أو في المسميات نتيجة عمل النساخ غالباً
3. ↑  يبعد نهر دجلة عن شيزر قرابة 650 كيلومتراً، فلعل النهر المقصود هو نهر العاصي القريب من شيزر.
4. ↑  أي هدمت طابقَيْها.
5. ↑  المِخْذَم: خَذَمَ الشيءَ خَذْمًا: قطعه بسرعة.
6. ↑  مألكة: رسالة. الأَمَم: القُرب.
7. ↑  البغدوين: بالدوين الثالث ملك بيت المقدس.
8. ↑  الختر: الغدر والخديعة.
9. ↑  بانياس: قرية في الجولان جنوب غرب سوريا بالسفح الجنوبي لجبل الشيخ ينبع قربها نهر بانياس-الجولان أحد روافد نهر الأردن.
10. ↑  بمعنى تمدّنوا وتحضّروا بعد مجيئهم إلى المشرق، من "البلد" أي المدينة والحضر.
11. ↑  كذا في الأصل، والصحيح: قريبي العهد.
12. ↑  كذا في الأصل، والصحيح: نفذتُ وصاحبٍ.
13. ↑  كذا في الأصل، والصحيح: فقال لي صاحبي.
14. ↑  كذا في الأصل، والصحيح: وإذ امرأةٌ.
15. ↑  كذا في الأصل، والصحيح: وإذ.
16. ↑  كذا في الأصل، والصحيح: وكان عرس هذا.